# Oryctomorphus maculicollis
Oryctomorphus maculicollis är en skalbaggsart som beskrevs av Guérin-Méneville 1838. Oryctomorphus maculicollis ingår i släktet Oryctomorphus och familjen Rutelidae. Inga underarter finns listade i Catalogue of Life.